# Mars-sous-Bourcq

Mars-sous-Bourcq este o comună în departamentul Ardennes din nordul Franței. În 1 ianuarie 2022 avea o populație de 62 de locuitori.